# Хален стадион
Хален стадион је вишенаменска дворана у Цириху, Швајцарска. Отворена је 4. новембра 1939. године а реновирана је током 2004. и 2005. године.
Арена има 11.200 седећих места за хокејашке утакмице и 13.000 места за концерте. Данас се користи углавном за утакмице хокејашког клуба ЗСЦ Лајонс као и за музичке концерте.

## Догађаји
У септембру 2013. године је била домаћин групе Ц европског првенства у одбојци за жене које су заједнички организовале Немачка и Швајцарска. Такође касније су у њој одигране по две утакмице осмине и четвртфинала истог такмичења.